# Heinz Peters (Offizier)
Arrien Heinz Peters (* 8. November 1905 in Steglitz; † 27. September 1992 in Wedel) war ein deutscher Marineoffizier, zuletzt Kapitän zur See der Bundesmarine.

## Leben
Heinz Peters trat 1924 in die Reichsmarine ein. Am 1. Juli 1930 zum Oberleutnant zur See befördert, war er 1931, nachdem er 1930 noch als Adjutant der I. Abteilung der Schiffsstammdivision der Ostsee eingesetzt worden war, auf dem Torpedoboot T 153 bei der 2. Torpedobootshalbflottille.
1936 folgte, ab 1. April 1935 als Kapitänleutnant, sein Einsatz als Torpedooffizier auf der Nürnberg.
Ab September 1941 war er Kommandant des Zerstörers Z 25. In dieser Position wurde er zum Fregattenkapitän befördert. Im Mai 1942 erfolgte im Verbund mit Z 7; ging bei dem Angriff verloren; und Z 24 als Zerstörergruppe Nordmeer der Angriff auf einen Geleitzug (Q P 11), welcher bereits Ende April 1942 von deutschen U-Booten angegriffen worden war. Gemeinsam mit Z 24 konnten Treffer auf den Kreuzer Edinburgh und die Zerstörer Forester und Foresight gelandet werden. Die bereits durch den U-Bootangriff von U 456 beschädigte Edinburgh wurde durch die Treffer von Z 24 und Z 25 so stark beschädigt, dass diese aufgegeben werden musste und anschließend durch die Foresight versenkt wurde. Peters blieb bis August 1943 Kommandant des Schiffes. Am 6. August 1942 erhielt er, noch als Korvettenkapitän, das Deutsche Kreuz in Gold verliehen.
Anfang Februar 1945 übernahm er als Kapitän zur See bis Kriegsende die 6. Zerstörerflottille, welche zu Kriegsende Flüchtlinge aus Ostpreußen über die Ostsee evakuierte.
Nach dem Krieg wurde er in die Bundesmarine übernommen und war vom 1. April 1958 bis 15. Oktober 1960 erster Kommandeur des Kommandos der Zerstörer. Unter seinem Kommando wurden von Mitte Juni 1959 bis Mitte April 1960 die ersten Zerstörer der Bundesmarine, fünf ehemalige Zerstörer der Fletcher-Klasse, wobei Zerstörer 1 bereits am 17. Januar 1958 seine Indienststellung erhielt, in Dienst gestellt. Ebenso wurden unterschiedliche Verbände (u. a. im September 1958 das 1. Zerstörergeschwader, im Februar 1959 das 2. Geleitgeschwader und im April 1960 das 3. Zerstörergeschwader) aufgestellt und dem Kommando der Zerstörer unterstellt. Nachdem im Juni 1960 der letzte der sechs Zerstörer an das Kommando der Zerstörer übergeben war, war damit die erste Aufbauphase der zukünftigen Zerstörerflottille abgeschlossen, welche von 1961 bis 1964 durch den Zulauf der Fregatten der Köln-Klasse einen weiteren Aufbau erfuhr. Über die weitere militärische Verwendung von Peters und sein weiteres Leben ist nichts bekannt.